# Coop Himmelb(l)au

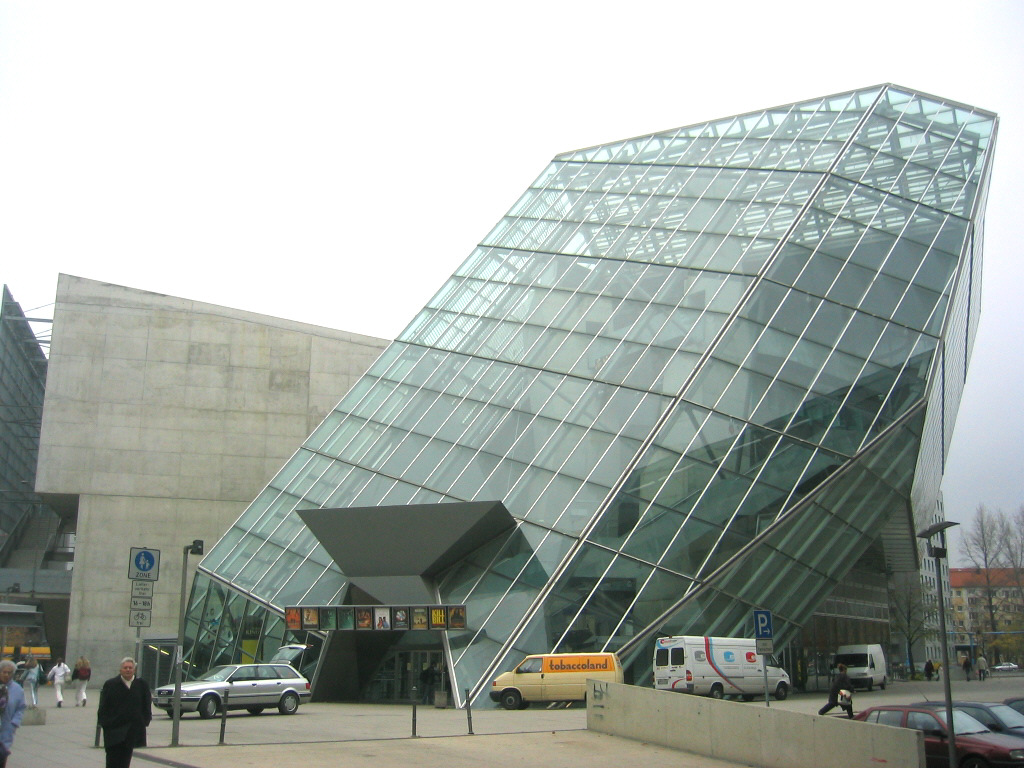
El múltiplex de l'Ufa a Dresde, 1998

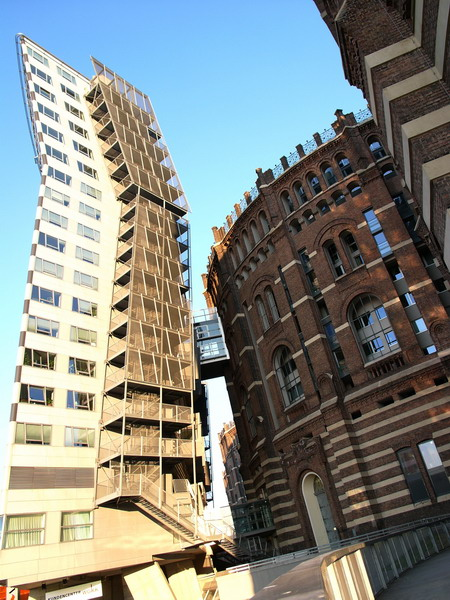
El gasòmetre de Viena, 2001

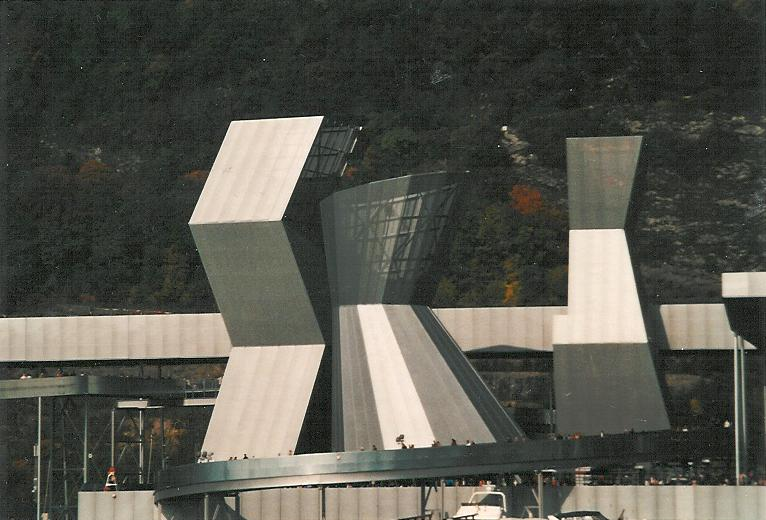
Les torres de l'Expo '02 a Bienne

Coop Himmelb(l)au és una agència d'arquitectura austríaca situada a Viena.
Fundada el 1968 per Wolf Preu, Helmut Swiczinsky i Michael Holzer (que deixa el grup el 1971), l'agència agafa renom al mateix temps que Peter Eisenman, Zaha Hadid, Frank Gehry i Daniel Libeskind el 1988 en el moment de l'exposició Deconstructivist Architecture.
Himmelblau significa blau-cel. La paraula Coop és l'abreviatura de cooperativa. El joc de paraules sense el (l) dona Himmelbau, aproximadament: "construcció celestial", en alemany.
En principi en l'esfera d'influència de l'activisme i de l'experimentació, el despatx es gira cap al desconstructivisme.
Els projectes de l'agència estan molt marcats per la teoria, una certa poètica de la tecnologia i un ús complex dels programes de disseny assistit per ordinador.

## Projectes
- Banc Central Europeu, Francfort, Alemanya (en construcció)
- Hotel - 55th Street & 8th Avenue, New York (projecte)
- The Akron Art Museum, Akron, Ohio, (2007)
- Museu de les Confluències, Lió, França.
- Los Angeles Area High School #9, Califòrnia, EUA (2002–2007)
- BMW World (BMW Welt) Múnic, Alemanya (2001-2007)
- Great Egyptian Museum, El Caire, Egipte (2002-2003)
- Arteplage de Biel/Bienne per a l'Expo suïssa '02
- El Media Pavilion de la 6A Biennal d'Arquitectura de Venècia (1995)
- UFA-Cinema Center a Dresde (1993–98)
- Pavelló Coop Himmelb(l)au del Groninger Museum, Groningen, Hollande (1993-1994)
- Acadèmia De Les Belles Arts Múnic (1992/2002-2005)
- Un dels quatre Gasòmetres de Viena, Àustria (1999-2001)